# Semomesia lacrimosa
Semomesia lacrimosa är en fjärilsart som beskrevs av Hans Ferdinand Emil Julius Stichel 1915. Semomesia lacrimosa ingår i släktet Semomesia och familjen Riodinidae. Inga underarter finns listade i Catalogue of Life.